# Svájc a 2004. évi nyári olimpiai játékokon
Svájc a görögországi Athénban megrendezett 2004. évi nyári olimpiai játékok egyik részt vevő nemzete volt. Az országot az olimpián 19 sportágban 98 sportoló képviselte, akik összesen 5 érmet szereztek.

## Érmesek
| Érem  | Versenyző                     | Sportág        | Versenyszám             |
| ----- | ----------------------------- | -------------- | ----------------------- |
| Arany | Marcel Fischer                | Vívás          | Férfi párbajtőr, egyéni |
| Ezüst | Franco Marvulli Bruno Risi    | Kerékpározás   | Férfi madison           |
| Bronz | Karin Thürig                  | Kerékpározás   | Női egyéni időfutam     |
| Bronz | Patrick Heuscher Stefan Kobel | Strandröplabda | Férfi                   |
| Bronz | Sven Riederer                 | Triatlon       | Férfi                   |

## Atlétika
Férfi
| Versenyző         | Versenyszám | Előfutam | Előfutam | Előfutam | Elődöntő | Elődöntő | Elődöntő | Döntő         | Döntő         |
| Versenyző         | Versenyszám | Idő      | Hely.    | Össz.    | Idő      | Hely.    | Össz.    | Idő           | Helyezés      |
| ----------------- | ----------- | -------- | -------- | -------- | -------- | -------- | -------- | ------------- | ------------- |
| André Bucher      | 800 m       | 1:47,34  | 3.       | 38.      | kiesett  | kiesett  | kiesett  | kiesett       | kiesett       |
| Christian Belz    | 5000 m      | 13:29,59 | 12.      | 22.      |          |          |          | kiesett       | kiesett       |
| Cédric El-Idrissi | 400 m gát   | 49,44    | 6.       | 24.      | kiesett  | kiesett  | kiesett  | kiesett       | kiesett       |
| Viktor Röthlin    | Maraton     |          |          |          |          |          |          | nem ért célba | nem ért célba |

| Versenyző    | Versenyszám   | Selejtező | Selejtező | Döntő    | Döntő    |
| Versenyző    | Versenyszám   | Eredmény  | Helyezés  | Eredmény | Helyezés |
| ------------ | ------------- | --------- | --------- | -------- | -------- |
| Patric Suter | Kalapácsvetés | 73,54 m   | 23.       | kiesett  | kiesett  |

Női
| Versenyző     | Versenyszám     | Előfutam | Előfutam | Előfutam | Elődöntő | Elődöntő | Elődöntő | Döntő   | Döntő    |
| Versenyző     | Versenyszám     | Idő      | Hely.    | Össz.    | Idő      | Hely.    | Össz.    | Idő     | Helyezés |
| ------------- | --------------- | -------- | -------- | -------- | -------- | -------- | -------- | ------- | -------- |
| Anita Brägger | 800 m           | 2:04,00  | 4.       | 31.      | kiesett  | kiesett  | kiesett  | kiesett | kiesett  |
| Marie Polli   | 20 km gyaloglás |          |          |          |          |          |          | 1:37:53 | 39.      |

| Versenyző      | Versenyszám | Selejtező | Selejtező | Döntő    | Döntő    |
| Versenyző      | Versenyszám | Eredmény  | Helyezés  | Eredmény | Helyezés |
| -------------- | ----------- | --------- | --------- | -------- | -------- |
| Corinne Müller | Magasugrás  | 189 cm    | 23.*      | kiesett  | kiesett  |
| Nadine Rohr    | Rúdugrás    | 415 cm    | 24.**     | kiesett  | kiesett  |

* - két másik versenyzővel azonos időt/eredményt ért elel

** - hét másik versenyzővel azonos eredményt ért el

## Birkózás

### Férfi
Kötöttfogású
| Versenyző   | Versenyszám | Csoportkör                                                               | Csoportkör | Negyeddöntő                | Elődöntő                       | Bronz- mérkőzés                     | Döntő             | Helyezés |
| Versenyző   | Versenyszám | Ellenfél Eredmény                                                        | Hely.      | Ellenfél Eredmény          | Ellenfél Eredmény              | Ellenfél Eredmény                   | Ellenfél Eredmény | Helyezés |
| ----------- | ----------- | ------------------------------------------------------------------------ | ---------- | -------------------------- | ------------------------------ | ----------------------------------- | ----------------- | -------- |
| Reto Bucher | 74 kg       | C csoport · Szaj Jincsija (CHN) · 6-2 · Aljakszandr Kikinyov (BLR) · 3-2 | 1.         | Danyil Halimov (KAZ) · 3-0 | Marko Yli-Hannukse (FIN) · 0-3 | Vartyeresz Szamurgasev (RUS) · 0-10 |                   | 4.       |

Szabadfogású
| Versenyző     | Versenyszám | Csoportkör                                                               | Csoportkör | Negyeddöntő       | Elődöntő          | Bronz- mérkőzés   | Döntő             | Helyezés |
| Versenyző     | Versenyszám | Ellenfél Eredmény                                                        | Hely.      | Ellenfél Eredmény | Ellenfél Eredmény | Ellenfél Eredmény | Ellenfél Eredmény | Helyezés |
| ------------- | ----------- | ------------------------------------------------------------------------ | ---------- | ----------------- | ----------------- | ----------------- | ----------------- | -------- |
| Rolf Scherrer | 96 kg       | E csoport · Hadzsimurat Gacalov (RUS) · 1-3 · Vadim Taszojev (UKR) · 1-6 | 3.         | kiesett           | kiesett           | kiesett           | kiesett           | 16.      |

## Cselgáncs
Férfi
| Versenyző         | Versenyszám | Selejtező         | 32-es főtábla                  | Nyolcaddöntő      | Negyeddöntő       | Elődöntő          | Vigaszág első kör | Vigaszág negyeddöntő | Vigaszág elődöntő | Bronz- mérkőzés   | Döntő             | Helyezés    |
| Versenyző         | Versenyszám | Ellenfél Eredmény | Ellenfél Eredmény              | Ellenfél Eredmény | Ellenfél Eredmény | Ellenfél Eredmény | Ellenfél Eredmény | Ellenfél Eredmény    | Ellenfél Eredmény | Ellenfél Eredmény | Ellenfél Eredmény | Helyezés    |
| ----------------- | ----------- | ----------------- | ------------------------------ | ----------------- | ----------------- | ----------------- | ----------------- | -------------------- | ----------------- | ----------------- | ----------------- | ----------- |
| Sergei Aschwanden | Váltósúly   |                   | Ariel Sganga (ARG) · 0002-1000 | kiesett           | kiesett           | kiesett           |                   |                      |                   |                   |                   | helyezetlen |

Női
| Versenyző  | Versenyszám | Selejtező                     | Nyolcaddöntő                      | Negyeddöntő                   | Elődöntő          | Vigaszág első kör | Vigaszág negyeddöntő     | Vigaszág elődöntő | Bronz- mérkőzés   | Döntő             | Helyezés    |
| Versenyző  | Versenyszám | Ellenfél Eredmény             | Ellenfél Eredmény                 | Ellenfél Eredmény             | Ellenfél Eredmény | Ellenfél Eredmény | Ellenfél Eredmény        | Ellenfél Eredmény | Ellenfél Eredmény | Ellenfél Eredmény | Helyezés    |
| ---------- | ----------- | ----------------------------- | --------------------------------- | ----------------------------- | ----------------- | ----------------- | ------------------------ | ----------------- | ----------------- | ----------------- | ----------- |
| Lena Göldi | Könnyűsúly  | Pekli Mária (AUS) · 1131-0000 | Catherine Ekuta (NGR) · 1100-0010 | Jurisleidi Lupetej (CUB) · WO |                   |                   | Barbara Harel (FRA) · WO | kiesett           | kiesett           |                   | helyezetlen |

WO - mérkőzés nélkül

## Evezés
Férfi
| Versenyző                                                   | Versenyszám   | Előfutam | Előfutam | Vigaszág | Vigaszág | Elődöntő | Elődöntő | Elődöntő | Döntő | Döntő   | Döntő | Helyezés |
| Versenyző                                                   | Versenyszám   | Idő      | Hely.    | Idő      | Hely.    | Típus    | Idő      | Hely.    | Típus | Idő     | Hely. | Helyezés |
| ----------------------------------------------------------- | ------------- | -------- | -------- | -------- | -------- | -------- | -------- | -------- | ----- | ------- | ----- | -------- |
| André Vonarburg                                             | Egypárevezős  | 7:23,43  | 2.       | 6:53,48  | 1.       | A/B/C    | 7:08,52  | 4.       | B     | 6:52,88 | 2.    | 8.       |
| Simon Stürm Christian Stofer Olivier Gremaud Florian Stofer | Négypárevezős | 6:20,67  | 5.       | 5:47,97  | 2.       | A/B      | 5:48,74  | 6.       | B     | 6:04,53 | 2.    | 8.       |

Női
| Versenyző      | Versenyszám  | Előfutam | Előfutam | Vigaszág | Vigaszág | Elődöntő | Elődöntő | Elődöntő | Döntő | Döntő   | Döntő | Helyezés |
| Versenyző      | Versenyszám  | Idő      | Hely.    | Idő      | Hely.    | Típus    | Idő      | Hely.    | Típus | Idő     | Hely. | Helyezés |
| -------------- | ------------ | -------- | -------- | -------- | -------- | -------- | -------- | -------- | ----- | ------- | ----- | -------- |
| Carolina Lüthi | Egypárevezős | 7:49,88  | 2.       | 7:37,90  | 3.       | C/D      | 7:47,33  | 1.       | C     | 7:44,11 | 3.    | 15.      |

## Kajak-kenu

### Síkvízi
Férfi
| Versenyző | Versenyszám        | Előfutam | Előfutam | Előfutam | Elődöntő | Elődöntő | Elődöntő | Döntő   | Döntő    |
| Versenyző | Versenyszám        | Idő      | Hely.    | Össz.    | Idő      | Hely.    | Össz.    | Idő     | Helyezés |
| --------- | ------------------ | -------- | -------- | -------- | -------- | -------- | -------- | ------- | -------- |
| Simon Fäh | Kajak egyes 500 m  | 1:42,415 | 7.       | 23.      | 1:41,039 | 5.       | 15.      | kiesett | kiesett  |
| Simon Fäh | Kajak egyes 1000 m | 3:41,392 | 6.       | 21.      | 3:37,569 | 8.       | 14.      | kiesett | kiesett  |

### Szlalom
Férfi
| Versenyző         | Versenyszám | Selejtező | Selejtező | Selejtező | Selejtező | Selejtező  | Selejtező  | Elődöntő | Elődöntő | Döntő   | Döntő   | Összesítés | Összesítés |
| Versenyző         | Versenyszám | 1. futam  | 1. futam  | 2. futam  | 2. futam  | Összesítés | Összesítés | Elődöntő | Elődöntő | Döntő   | Döntő   | Összesítés | Összesítés |
| Versenyző         | Versenyszám | Pont      | Hely.     | Pont      | Hely.     | Pont       | Hely.      | Pont     | Hely.    | Pont    | Hely.   | Pont       | Helyezés   |
| ----------------- | ----------- | --------- | --------- | --------- | --------- | ---------- | ---------- | -------- | -------- | ------- | ------- | ---------- | ---------- |
| Mike Kurt         | Kajak egyes | 94,30     | 4.        | 92,49     | 1.        | 186,79     | 1.         | 103,20   | 20.      | kiesett | kiesett | kiesett    | kiesett    |
| Ronnie Dürrenmatt | Kenu egyes  | 103,91    | 8.        | 102,55    | 6.        | 206,46     | 8.         | 102,52   | 11.      | kiesett | kiesett | kiesett    | kiesett    |

Női
| Versenyző        | Versenyszám | Selejtező | Selejtező | Selejtező | Selejtező | Selejtező  | Selejtező  | Elődöntő | Elődöntő | Döntő  | Döntő | Összesítés | Összesítés |
| Versenyző        | Versenyszám | 1. futam  | 1. futam  | 2. futam  | 2. futam  | Összesítés | Összesítés | Elődöntő | Elődöntő | Döntő  | Döntő | Összesítés | Összesítés |
| Versenyző        | Versenyszám | Pont      | Hely.     | Pont      | Hely.     | Pont       | Hely.      | Pont     | Hely.    | Pont   | Hely. | Pont       | Helyezés   |
| ---------------- | ----------- | --------- | --------- | --------- | --------- | ---------- | ---------- | -------- | -------- | ------ | ----- | ---------- | ---------- |
| Nagwa El Desouki | Kajak egyes | 118,38    | 12.       | 110,27    | 5.        | 228,65     | 10.        | 113,24   | 9.       | 111,80 | 5.    | 225,04     | 6.         |

## Kerékpározás

### Hegyi-kerékpározás
| Versenyző           | Versenyszám        | Idő              | Helyezés      |
| ------------------- | ------------------ | ---------------- | ------------- |
| Thomas Frischknecht | Férfi terepverseny | 2:19:39 (+4:37)  | 7.            |
| Ralph Näf           | Férfi terepverseny | 2:19:15 (+4:13)  | 6.            |
| Christoph Sauser    | Férfi terepverseny | nem ért célba    | nem ért célba |
| Barbara Blatter     | Női terepverseny   | nem ért célba    | nem ért célba |
| Katrin Leumann      | Női terepverseny   | 2:16:07 (+19:16) | 19.           |

### Országúti kerékpározás
Férfi
| Versenyző          | Versenyszám   | Idő                   | Helyezés      |
| ------------------ | ------------- | --------------------- | ------------- |
| Martin Elmiger     | Mezőnyverseny | 5:41:56 (+0:12)       | 29.           |
| Grégory Rast       | Mezőnyverseny | nem ért célba         | nem ért célba |
| Markus Zberg       | Mezőnyverseny | 5:41:56 (+0:12)       | 12.           |
| Rubens Bertogliati | Mezőnyverseny | nem ért célba         | nem ért célba |
| Rubens Bertogliati | Időfutam      | 1:02:16,56 (+4:44,82) | 27.           |
| Fabian Cancellara  | Időfutam      | 59:42,38 (+2:10,64)   | 10.           |
| Fabian Cancellara  | Mezőnyverseny | nem ért célba         | nem ért célba |

Női
| Versenyző             | Versenyszám   | Idő                 | Helyezés |
| --------------------- | ------------- | ------------------- | -------- |
| Barbara Heeb          | Mezőnyverseny | 3:25:42 (+1:18)     | 28.      |
| Nicole Brändli-Sedoun | Mezőnyverseny | 3:28:39 (+4:15)     | 38.      |
| Priska Doppmann       | Mezőnyverseny | 3:25:42 (+1:18)     | 18.      |
| Priska Doppmann       | Időfutam      | 32:40,47 (+1:28,94) | 9.       |
| Karin Thürig          | Időfutam      | 31:54,89 (+0:43,36) |          |

### Pálya-kerékpározás
Üldözőversenyek
| Versenyző    | Versenyszám              | Selejtező | Selejtező | Elődöntő                                       | Elődöntő  | Elődöntő | Döntő        | Döntő     | Döntő    |
| Versenyző    | Versenyszám              | Idő       | Hely.     | Ellenfél Idő                                   | Saját idő | Hely.    | Ellenfél Idő | Saját idő | Helyezés |
| ------------ | ------------------------ | --------- | --------- | ---------------------------------------------- | --------- | -------- | ------------ | --------- | -------- |
| Karin Thürig | Női egyéni üldözőverseny | 3:34,746  | 6.        | Leontien Zijlaard-van Moorsel (NED) · 3:28,747 | 3:34,831  | 5.       | kiesett      | kiesett   | kiesett  |

Pontversenyek
| Versenyző                  | Versenyszám   | Pont | Helyezés |
| -------------------------- | ------------- | ---- | -------- |
| Franco Marvulli Bruno Risi | Férfi madison | 15   |          |

## Lovaglás
Díjlovaglás
| Versenyző                                   | Ló                         | Versenyszám | 1. kör | 1. kör | 2. kör  | 2. kör  | 3. kör  | 3. kör  | Végeredmény | Végeredmény |
| Versenyző                                   | Ló                         | Versenyszám | Pont   | Hely.  | Pont    | Hely.   | Pont    | Hely.   | Pont        | Helyezés    |
| ------------------------------------------- | -------------------------- | ----------- | ------ | ------ | ------- | ------- | ------- | ------- | ----------- | ----------- |
| Silvia Iklé                                 | Salieri CH                 | Egyéni      | 67,042 | 28.    | 69,101  | 18.     | kiesett | kiesett | kiesett     | kiesett     |
| Christian Pläge                             | Regent                     | Egyéni      | 66,667 | 30.    | kiesett | kiesett | kiesett | kiesett | kiesett     | kiesett     |
| Daniel Ramseier                             | Palladio                   | Egyéni      | 63,250 | 45.    | kiesett | kiesett | kiesett | kiesett | kiesett     | kiesett     |
| Silvia Iklé Christian Pläge Daniel Ramseier | Salieri CH Regent Palladio | Csapat      |        |        |         |         |         |         | 65,653      | 10.         |

Díjugratás
| Versenyző                                                  | Ló                                             | Versenyszám | Selejtező | Selejtező | Selejtező | Selejtező | Selejtező | Selejtező | Selejtező | Selejtező | Döntő         | Döntő   | Döntő   | Döntő   | Végeredmény | Végeredmény |
| Versenyző                                                  | Ló                                             | Versenyszám | 1. kör    | 1. kör    | 2. kör    | 2. kör    | 2. kör    | 3. kör    | 3. kör    | 3. kör    | 1. kör        | 1. kör  | 2. kör  | 2. kör  | Végeredmény | Végeredmény |
| Versenyző                                                  | Ló                                             | Versenyszám | Bünt.     | Hely.     | Bünt.     | Össz.     | Hely.     | Bünt.     | Össz.     | Hely.     | Bünt.         | Hely.   | Bünt.   | Hely.   | Bünt.       | Helyezés    |
| ---------------------------------------------------------- | ---------------------------------------------- | ----------- | --------- | --------- | --------- | --------- | --------- | --------- | --------- | --------- | ------------- | ------- | ------- | ------- | ----------- | ----------- |
| Fabio Crotta                                               | Mme Pompadour M                                | Egyéni      | 5         | 29.       | 8         | 13        | 32.       | 4         | 17        | 20.       | 16            | 34.     | kiesett | kiesett | kiesett     | kiesett     |
| Markus Fuchs                                               | Tinka's Boy                                    | Egyéni      | 4         | 17.       | 4         | 8         | 15.       | 13        | 21        | 32.       | nem ért célba | 44.     | kiesett | kiesett | kiesett     | kiesett     |
| Steve Guerdat                                              | Olympic Z                                      | Egyéni      | 6         | 40.       | 20        | 26        | 53.       | 2         | 28        | 50.       | kiesett       | kiesett | kiesett | kiesett | kiesett     | kiesett     |
| Christina Liebherr                                         | No Mercy                                       | Egyéni      | 9         | 52.       | 0         | 9         | 22.       | 8         | 17        | 20.       | 8             | 11.     | 9       | 10.     | 17          | 13.         |
| Fabio Crotta Markus Fuchs Steve Guerdat Christina Liebherr | Mme Pompadour M Tinka's Boy Olympic Z No Mercy | Csapat      |           |           |           |           |           |           |           |           | 12            | 4.      | 14      | 4.      | 26          | 5.          |

Lovastusa
| Versenyző       | Ló             | Versenyszám | Díjlovaglás | Díjlovaglás | Tereplovaglás | Tereplovaglás | Tereplovaglás | Díjugratás | Díjugratás | Díjugratás | Díjugratás | Végeredmény | Végeredmény |
| Versenyző       | Ló             | Versenyszám | Díjlovaglás | Díjlovaglás | Tereplovaglás | Tereplovaglás | Tereplovaglás | 1. kör     | 1. kör     | 2. kör     | 2. kör     | Végeredmény | Végeredmény |
| Versenyző       | Ló             | Versenyszám | Bünt.       | Hely.       | Bünt.         | Hely.         | Össz.         | Bünt.      | Hely.      | Bünt.      | Hely.      | Bünt.       | Helyezés    |
| --------------- | -------------- | ----------- | ----------- | ----------- | ------------- | ------------- | ------------- | ---------- | ---------- | ---------- | ---------- | ----------- | ----------- |
| Marisa Cortesi  | Peppermint III | Egyéni      | 48,4        | 26.         | 111,0         | 68.           | 67.           | 12         | 39.        | kiesett    | kiesett    | 171,4       | 64.         |
| Jennifer Eicher | Agent Mulder   | Egyéni      | 65,0        | 56.         | 0,0           | 11.**         | 33.*          | 12         | 39.        | kiesett    | kiesett    | 77,0        | 33.         |

* - egy másik versenyzővel/csapattal azonos eredményt ért el

** - két másik versenyzővel azonos eredményt ért el

## Műugrás
Férfi
| Versenyző            | Versenyszám        | Selejtező | Selejtező | Elődöntő | Elődöntő | Döntő   | Döntő    |
| Versenyző            | Versenyszám        | Pont      | Helyezés  | Pont     | Helyezés | Pont    | Helyezés |
| -------------------- | ------------------ | --------- | --------- | -------- | -------- | ------- | -------- |
| Jean-Romain Delaloye | Egyéni toronyugrás | 326,82    | 31.       | kiesett  | kiesett  | kiesett | kiesett  |

## Öttusa
| Versenyző           | Versenyszám | Lövészet | Lövészet | Lövészet | Vívás    | Vívás | Vívás | Úszás   | Úszás | Úszás | Lovaglás | Lovaglás | Lovaglás | Lovaglás | Futás   | Futás | Futás | Összesen    | Összesen |
| Versenyző           | Versenyszám | Pontszám | Pont     | Hely.    | Eredmény | Pont  | Hely. | Idő     | Pont  | Hely. | Idő      | Hibapont | Pont     | Hely.    | Idő     | Pont  | Hely. | Összes pont | Helyezés |
| ------------------- | ----------- | -------- | -------- | -------- | -------- | ----- | ----- | ------- | ----- | ----- | -------- | -------- | -------- | -------- | ------- | ----- | ----- | ----------- | -------- |
| Niklaus Brünischolz | Férfi       | 180      | 1096     | 9.       | 14-17    | 776   | 19.*  | 2:09,12 | 1252  | 19.   | 1:07,88  | 196      | 1004     | 25.      | 9:46,75 | 1056  | 8.    | 5184        | 14.      |

* - három másik versenyzővel azonos eredményt ért el

## Röplabda

### Strandröplabda

#### Férfi
| Versenyző                     | Csoportkör | Csoportkör | Nyolcaddöntő                                                            | Negyeddöntő                                                         | Elődöntő                                                             | Döntő                                                                                   | Helyezés |
| Versenyző                     | Ellenfél Eredmény | Hely.      | Ellenfél Eredmény                                                       | Ellenfél Eredmény                                                   | Ellenfél Eredmény                                                    | Ellenfél Eredmény                                                                       | Helyezés |
| ----------------------------- | --- | ---------- | ----------------------------------------------------------------------- | ------------------------------------------------------------------- | -------------------------------------------------------------------- | --------------------------------------------------------------------------------------- | -------- |
| Martin Laciga Paul Laciga     | C csoport · Ausztria (AUT) · Robert Nowotny · Peter Gartmayer · 21-14, 21-14 · Spanyolország (ESP) · Javier Bosma · Pablo Herrera · 19-21, 21-17, 9-15 · Ausztria (AUT) · Nikolas Berger · Florian Gosch · 21-17, 21-19 | 2.         | Brazília (BRA) · Márcio Araújo · Benjamin Insfran · 21-19, 19-21, 15-12 | Brazília (BRA) · Emanuel Rego · Ricardo Santos · 13-21, 16-21       | kiesett                                                              | kiesett                                                                                 | 5.       |
| Patrick Heuscher Stefan Kobel | E csoport · Kanada (CAN) · John Child · Mark Heese · 28-26, 21-18 · Ausztrália (AUS) · Julien Prosser · Mark Williams · 16-21, 22-20, 15-9 · Egyesült Államok (USA) · Dain Blanton · Jeff Nygaard · 21-16, 13-21, 15-13 | 1.         | Portugália (POR) · João Brenha · Miguel Maia · 21-18, 21-19             | Egyesült Államok (USA) · Dax Holdren · Stein Metzger · 21-16, 21-19 | Brazília (BRA) · Emanuel Rego · Ricardo Santos · 14-21, 21-19, 12-15 | Bronzmérkőzés · Ausztrália (AUS) · Julien Prosser · Mark Williams · 19-21, 21-17, 15-13 |          |

#### Női
| Versenyző                          | Csoportkör | Csoportkör | Nyolcaddöntő      | Negyeddöntő       | Elődöntő          | Döntő             | Helyezés |
| Versenyző                          | Ellenfél Eredmény | Hely.      | Ellenfél Eredmény | Ellenfél Eredmény | Ellenfél Eredmény | Ellenfél Eredmény | Helyezés |
| ---------------------------------- | --- | ---------- | ----------------- | ----------------- | ----------------- | ----------------- | -------- |
| Simone Kuhn Nicole Schnyder-Benoit | D csoport · Kanada (CAN) · Guylaine Dumont · Annie Martin · 16-21, 13-21 · Norvégia (NOR) · Susanne Glesnes · Kathrine Maaseide · 18-21, 21-17, 13-15 · Egyesült Államok (USA) · Holly McPeak · Elaine Youngs · 24-22, 17-21, 12-15 | 4.         | kiesett           | kiesett           | kiesett           | kiesett           | 19.      |

## Sportlövészet
Férfi
| Versenyző    | Versenyszám           | Selejtező | Selejtező | Döntő   | Döntő    |
| Versenyző    | Versenyszám           | Pont      | Helyezés  | Pont    | Helyezés |
| ------------ | --------------------- | --------- | --------- | ------- | -------- |
| Niki Marty   | Szabadpisztoly        | 577       | 12.*      | kiesett | kiesett  |
| Marcel Bürge | Légpuska              | 576       | 47.       | kiesett | kiesett  |
| Marcel Bürge | Sportpuska, fekvő     | 594       | 9.****    | kiesett | kiesett  |
| Marcel Bürge | Sportpuska, összetett | 1158      | 18.       | kiesett | kiesett  |

Női
| Versenyző         | Versenyszám           | Selejtező | Selejtező | Döntő   | Döntő    |
| Versenyző         | Versenyszám           | Pont      | Helyezés  | Pont    | Helyezés |
| ----------------- | --------------------- | --------- | --------- | ------- | -------- |
| Cornelia Froelich | Légpisztoly           | 384       | 6.**      | 481,5   | 7.       |
| Cornelia Froelich | Sportpisztoly         | 557       | 34.*      | kiesett | kiesett  |
| Monika Rieder     | Sportpisztoly         | 568       | 29.       | kiesett | kiesett  |
| Monika Rieder     | Légpisztoly           | 366       | 38.*      | kiesett | kiesett  |
| Gabriele Bühlmann | Légpuska              | 391       | 27.***    | kiesett | kiesett  |
| Gabriele Bühlmann | Sportpuska, összetett | 575       | 13.**     | kiesett | kiesett  |

* - egy másik versenyzővel azonos eredményt ért el

** - két másik versenyzővel azonos eredményt ért el

*** - négy másik versenyzővel azonos eredményt ért el

**** - hat másik versenyzővel azonos eredményt ért el

## Szinkronúszás
| Versenyző                        | Versenyszám | Technikai gyakorlat | Technikai gyakorlat | Selejtező        | Selejtező        | Selejtező  | Selejtező  | Döntő            | Döntő            | Döntő      | Döntő      | Helyezés |
| Versenyző                        | Versenyszám | Technikai gyakorlat | Technikai gyakorlat | Szabad gyakorlat | Szabad gyakorlat | Összesítés | Összesítés | Szabad gyakorlat | Szabad gyakorlat | Összesítés | Összesítés | Helyezés |
| Versenyző                        | Versenyszám | Pont                | Hely.               | Pont             | Hely.            | Pont       | Hely.      | Pont             | Hely.            | Pont       | Hely.      | Helyezés |
| -------------------------------- | ----------- | ------------------- | ------------------- | ---------------- | ---------------- | ---------- | ---------- | ---------------- | ---------------- | ---------- | ---------- | -------- |
| Magdalena Brunner Belinda Schmid | Páros       | 45,334              | 11.                 | 44,600           | 11.              | 91,334     | 11.        | 46,084           | 10.              | 91,418     | 10.        | 10.      |

## Tenisz
Férfi
| Versenyző                  | Versenyszám | 64-es főtábla                             | 32-es főtábla                                                           | Nyolcaddöntő                                            | Negyeddöntő       | Elődöntő          | Bronz- mérkőzés   | Döntő             | Helyezés |
| Versenyző                  | Versenyszám | Ellenfél Eredmény                         | Ellenfél Eredmény                                                       | Ellenfél Eredmény                                       | Ellenfél Eredmény | Ellenfél Eredmény | Ellenfél Eredmény | Ellenfél Eredmény | Helyezés |
| -------------------------- | ----------- | ----------------------------------------- | ----------------------------------------------------------------------- | ------------------------------------------------------- | ----------------- | ----------------- | ----------------- | ----------------- | -------- |
| Roger Federer              | Egyes       | Nyikolaj Davigyenko (RUS) · 6-3, 5-7, 6-1 | Tomáš Berdych (CZE) · 6-4, 5-7, 5-7                                     | kiesett                                                 | kiesett           | kiesett           | kiesett           | kiesett           | 17.      |
| Yves Allegro Roger Federer | Páros       |                                           | Lengyelország (POL) · Mariusz Fyrstenberg · Marcin Matkowski · 6-3, 6-2 | India (IND) · Mahes Bhúpati · Lijendar Pedzs · 2-6, 6-7 | kiesett           | kiesett           | kiesett           | kiesett           | 9.       |

Női
| Versenyző                      | Versenyszám | 64-es főtábla                  | 32-es főtábla                                                      | Nyolcaddöntő                                | Negyeddöntő       | Elődöntő          | Bronz- mérkőzés   | Döntő             | Helyezés |
| Versenyző                      | Versenyszám | Ellenfél Eredmény              | Ellenfél Eredmény                                                  | Ellenfél Eredmény                           | Ellenfél Eredmény | Ellenfél Eredmény | Ellenfél Eredmény | Ellenfél Eredmény | Helyezés |
| ------------------------------ | ----------- | ------------------------------ | ------------------------------------------------------------------ | ------------------------------------------- | ----------------- | ----------------- | ----------------- | ----------------- | -------- |
| Myriam Casanova                | Egyes       | Nicole Pratt (AUS) · 3-6, 5-7  | kiesett                                                            | kiesett                                     | kiesett           | kiesett           | kiesett           | kiesett           | 33.      |
| Patty Schnyder                 | Egyes       | Mandula Petra (HUN) · 6-3, 6-4 | Daniela Hantuchová (SVK) · 3-6, 6-1, 6-4                           | Szvetlana Kuznyecova (RUS) · 3-6, 3-6       | kiesett           | kiesett           | kiesett           | kiesett           | 9.       |
| Myriam Casanova Patty Schnyder | Páros       |                                | Szlovákia (SVK) · Daniela Hantuchová · Janette Husárová · 6-3, 6-4 | Kína (CHN) · Jen Ce · Cseng Csie · 3-6, 3-6 | kiesett           | kiesett           | kiesett           | kiesett           | 9.       |

## Torna
Férfi
| Versenyző         | Versenyszám      | Selejtező | Selejtező | Döntő    | Döntő    |
| Versenyző         | Versenyszám      | Pontszám  | Helyezés  | Pontszám | Helyezés |
| ----------------- | ---------------- | --------- | --------- | -------- | -------- |
| Christoph Schärer | Korlát           | 8,737     | 69.       | kiesett  | kiesett  |
| Christoph Schärer | Nyújtó           | 9,650     | 26.       | kiesett  | kiesett  |
| Christoph Schärer | Lólengés         | 8,650     | 74.       | kiesett  | kiesett  |
| Christoph Schärer | Egyéni összetett | 27,037    | 88.       | kiesett  | kiesett  |
| Andreas Schweizer | Talaj            | 8,787     | 72.       | kiesett  | kiesett  |
| Andreas Schweizer | Ugrás            | 9,100     |           | kiesett  | kiesett  |
| Andreas Schweizer | Korlát           | 9,387     | 47.       | kiesett  | kiesett  |
| Andreas Schweizer | Nyújtó           | 9,225     | 56.       | kiesett  | kiesett  |
| Andreas Schweizer | Gyűrű            | 9,737     | 8.        | 9,737    | 8.       |
| Andreas Schweizer | Lólengés         | 9,200     | 51.       | kiesett  | kiesett  |
| Andreas Schweizer | Egyéni összetett | 55,436    | 27.       | 54,612   | 24.      |

Női
| Versenyző     | Versenyszám      | Selejtező | Selejtező | Döntő    | Döntő    |
| Versenyző     | Versenyszám      | Pontszám  | Helyezés  | Pontszám | Helyezés |
| ------------- | ---------------- | --------- | --------- | -------- | -------- |
| Melanie Marti | Talaj            | 9,050     | 49.       | kiesett  | kiesett  |
| Melanie Marti | Ugrás            | 9,112     |           | kiesett  | kiesett  |
| Melanie Marti | Felemás korlát   | 9,050     | 58.       | kiesett  | kiesett  |
| Melanie Marti | Gerenda          | 8,525     | 66.       | kiesett  | kiesett  |
| Melanie Marti | Egyéni összetett | 35,737    | 43.       | kiesett  | kiesett  |

### Trambulin
| Versenyző      | Versenyszám | Selejtező | Selejtező | Döntő    | Döntő    |
| Versenyző      | Versenyszám | Pontszám  | Helyezés  | Pontszám | Helyezés |
| -------------- | ----------- | --------- | --------- | -------- | -------- |
| Ludovic Martin | Férfi       | 66,8      | 9.        | kiesett  | kiesett  |

## Triatlon
| Versenyző        | Versenyszám | 1,5 km úszás | 1,5 km úszás | 40 km kerékpározás | 40 km kerékpározás | 10 km futás | 10 km futás | Összesítés | Összesítés |
| Versenyző        | Versenyszám | Idő          | Hely.        | Idő                | Hely.              | Idő         | Hely.       | Idő        | Helyezés   |
| ---------------- | ----------- | ------------ | ------------ | ------------------ | ------------------ | ----------- | ----------- | ---------- | ---------- |
| Reto Hug         | Férfi       | 18:19        | 30.          | 1:05:19            | 38.*               | 37:26       | 42.         | 2:01:40,43 | 40.        |
| Olivier Marceau  | Férfi       | 18:18        | 26.          | 1:00:28            | 2.*                | 33:20       | 19.         | 1:52:44,36 | 8.         |
| Sven Riederer    | Férfi       | 18:17        | 25.          | 1:00:28            | 2.*                | 32:11       | 7.          | 1:51:33,26 |            |
| Brigitte McMahon | Női         | 19:46        | 26.          | 1:10:22            | 19.                | 36:19       | 7.          | 2:07:07,73 | 10.        |
| Nicola Spirig    | Női         | 20:34        | 37.          | 1:09:31            | 8.                 | 37:58       | 21.         | 2:08:44,46 | 19.        |

* - egy másik versenyzővel azonos időt ért el

## Úszás
Férfi
| Versenyző        | Versenyszám  | Előfutam | Előfutam | Előfutam | Elődöntő | Elődöntő | Elődöntő | Döntő   | Döntő    |
| Versenyző        | Versenyszám  | Idő      | Hely.    | Össz.    | Idő      | Hely.    | Össz.    | Idő     | Helyezés |
| ---------------- | ------------ | -------- | -------- | -------- | -------- | -------- | -------- | ------- | -------- |
| Karel Novy       | 50 m gyors   | 22,51    | 3.       | 13.      | 22,63    | 8.       | 16.      | kiesett | kiesett  |
| Karel Novy       | 100 m gyors  | 49,93    | 5.       | 22.      | kiesett  | kiesett  | kiesett  | kiesett | kiesett  |
| Dominik Meichtry | 200 m gyors  | 1:49,45  | 6.       | 11.      | 1:50,02  | 7.       | 14.      | kiesett | kiesett  |
| Remo Lütolf      | 100 m mell   | 1:03,82  | 8.       | 34.      | kiesett  | kiesett  | kiesett  | kiesett | kiesett  |
| Yves Platel      | 400 m vegyes | 4:28,94  | 6.       | 29.      |          |          |          | kiesett | kiesett  |

Női
| Versenyző                                                    | Versenyszám            | Előfutam | Előfutam | Előfutam | Elődöntő | Elődöntő | Elődöntő | Döntő   | Döntő    |
| Versenyző                                                    | Versenyszám            | Idő      | Hely.    | Össz.    | Idő      | Hely.    | Össz.    | Idő     | Helyezés |
| ------------------------------------------------------------ | ---------------------- | -------- | -------- | -------- | -------- | -------- | -------- | ------- | -------- |
| Dominique Diezi                                              | 100 m gyors            | 56,67    | 1.       | 26.*     | kiesett  | kiesett  | kiesett  | kiesett | kiesett  |
| Hanna Miluska                                                | 200 m gyors            | 2:03,28  | 2.       | 24.      | kiesett  | kiesett  | kiesett  | kiesett | kiesett  |
| Flavia Rigamonti                                             | 800 m gyors            | 8:38,10  | 5.       | 13.      |          |          |          | kiesett | kiesett  |
| Dominique Diezi Seraina Prünte Marjorie Sagne Nicole Zahnd   | 4 × 100 m gyorsváltó   | 3:48,61  | 7.       | 15.      |          |          |          | kiesett | kiesett  |
| Hanna Miluska Flavia Rigamonti Chantal Strasser Nicole Zahnd | 4 × 200 m gyorsváltó   | 8:10,41  | 6.       | 12.      |          |          |          | kiesett | kiesett  |
| Dominique Diezi Carmela Schlegel Carla Stampfli Nicole Zahnd | 4 × 100 m vegyes váltó | 4:15,54  | 7.       | 15.      |          |          |          | kiesett | kiesett  |

* - egy másik versenyzővel azonos időt ért el

## Vitorlázás
Férfi
| Versenyző                      | Versenyszám     | Futam | Futam | Futam | Futam | Futam | Futam | Futam | Futam | Futam | Futam | Futam | Pontszám | Helyezés |
| Versenyző                      | Versenyszám     | 1     | 2     | 3     | 4     | 5     | 6     | 7     | 8     | 9     | 10    | 11    | Pontszám | Helyezés |
| ------------------------------ | --------------- | ----- | ----- | ----- | ----- | ----- | ----- | ----- | ----- | ----- | ----- | ----- | -------- | -------- |
| Richard Stauffacher            | Szörfvitorlázás | 24    | 13    | 14    | 25    | 35    | 22    | 24    | 20    | 22    | 23    | 35    | 222      | 24.      |
| Lukas Erni Simon Brügger       | 470-es osztály  | 20    | 25    | 18    | 20    | 6     | 24    | 20    | 27    | 11    | 15    | 4     | 163      | 22.      |
| Flavio Marazzi Enrico De Maria | Csillaghajó     | 10    | 1     | 3     | 7     | 9     | 9     | 12    | 11    | 4     | 7     | 9     | 70       | 4.       |

Női
| Versenyző  | Versenyszám     | Futam | Futam | Futam | Futam | Futam | Futam | Futam | Futam | Futam | Futam | Futam | Pontszám | Helyezés |
| Versenyző  | Versenyszám     | 1     | 2     | 3     | 4     | 5     | 6     | 7     | 8     | 9     | 10    | 11    | Pontszám | Helyezés |
| ---------- | --------------- | ----- | ----- | ----- | ----- | ----- | ----- | ----- | ----- | ----- | ----- | ----- | -------- | -------- |
| Anja Käser | Szörfvitorlázás | 14    | 12    | 10    | 10    | 27    | 7     | 15    | 13    | 12    | 18    | 10    | 121      | 14.      |

Nyílt
| Versenyző                          | Versenyszám        | Futam | Futam | Futam | Futam | Futam | Futam | Futam | Futam | Futam | Futam | Futam | Futam | Futam | Futam | Futam | Futam | Pontszám | Helyezés |
| Versenyző                          | Versenyszám        | 1     | 2     | 3     | 4     | 5     | 6     | 7     | 8     | 9     | 10    | 11    | 12    | 13    | 14    | 15    | 16    | Pontszám | Helyezés |
| ---------------------------------- | ------------------ | ----- | ----- | ----- | ----- | ----- | ----- | ----- | ----- | ----- | ----- | ----- | ----- | ----- | ----- | ----- | ----- | -------- | -------- |
| Christopher Rast Christian Steiger | Könnyű 49-es dingi | 11    | 9     | 12    | 2     | 20    | 7     | 16    | 16    | 3     | 10    | 10    | 16    | 7     | 16    | 9     | 9     | 137      | 12.      |

## Vívás
Férfi
| Versenyző      | Versenyszám       | Selejtező         | 32-es főtábla             | Nyolcaddöntő             | Negyeddöntő                    | Elődöntő                 | Bronz- mérkőzés   | Döntő                 | Helyezés |
| Versenyző      | Versenyszám       | Ellenfél Eredmény | Ellenfél Eredmény         | Ellenfél Eredmény        | Ellenfél Eredmény              | Ellenfél Eredmény        | Ellenfél Eredmény | Ellenfél Eredmény     | Helyezés |
| -------------- | ----------------- | ----------------- | ------------------------- | ------------------------ | ------------------------------ | ------------------------ | ----------------- | --------------------- | -------- |
| Marcel Fischer | Párbajtőr, egyéni |                   | Ahmed Nabíl (EGY) · 15-10 | Kovács Iván (HUN) · 15-7 | Silvio Fernández (VEN) · 15-13 | Éric Boisse (FRA) · 15-9 |                   | Vang Lej (CHN) · 15-9 |          |